# NGC 38
NGC 38 (còn được gọi là MCG-1-1-47, Stephan XII hoặc PGC 818) là một thiên hà xoắn ốc trong chòm sao Song Ngư. Nó được phát hiện vào năm 1881.